# 那加兰旗

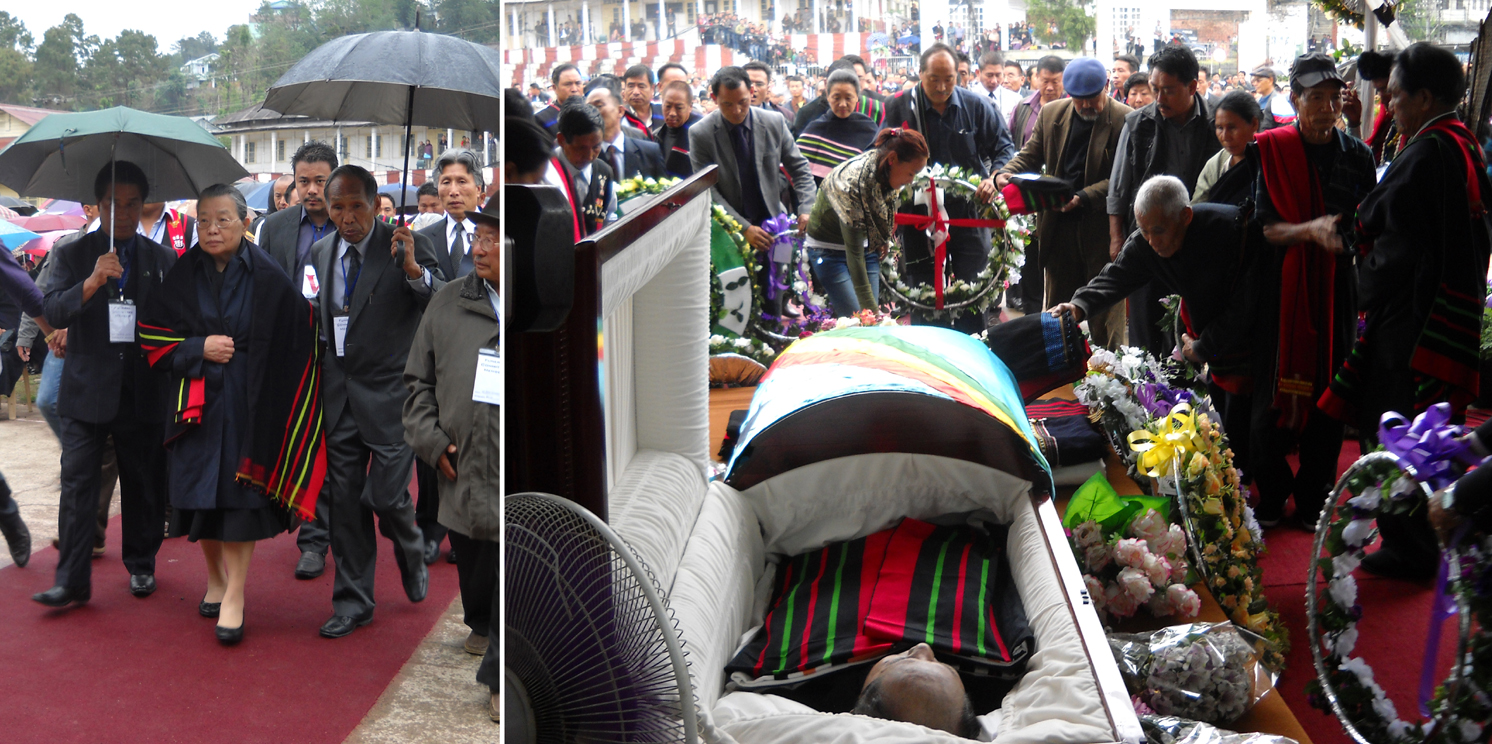
2013年4月28日科希马，那加兰旗覆于扎普·菲佐之子凯维莱沃·菲佐（Kevilevor Phizo）遗体之上

那加兰旗是代表那加人的旗帜。目前，该旗帜在那加人居住的任何地区都不具有官方地位，但在文化活动上允许使用。
旗帜底色为中天蓝色，象征天空。中央横贯一道简化的彩虹拱段，由红、黄、绿三色组成。在靠近旗杆一侧的上角，有一颗白色的伯利恒之星。这两个符号都代表了基督教，这是大多数那加人的信仰和身份认同。

## 历史
该旗帜于1956年3月22日首次在那加兰邦的帕拉申—伦马地区升起，由扎普·菲佐领导的那加民族委员会率先使用。此后七十年间，这面旗帜始终作为那加民族主义象征，被寻求自决的武装组织广泛使用。
对那加民族而言，这面旗帜承载着深厚的历史与精神意义，既是民族身份的标识，更象征着族群韧性及自决理想。据历史文献记载，其设计灵感源于一次神圣启示：在那加俱乐部建筑祝圣仪式期间，天际显现彩虹，被视为与上帝的立约。旗帜上的彩虹图案，既代表神意认可与民族团结，更寄托着建立独立那加国家的愿景。旗帜植根于那加人的斗争和牺牲，凝聚着那加人对主权的渴望，圣雄甘地曾认可其独立权利。它提醒着那加民族历史上的自治主张、独特的文化和种族特质，以及反抗政治压迫的持续斗争。那加人将印度独立日前一天的8月14日定为那加独立日加以纪念，进一步巩固了该旗帜作为抵抗意志、信仰以及那加民族不屈精神的象征角色。
在旨在结束长期武装冲突的《那加和平协议》签署后，那加代表正式要求赋予该旗帜官方地位，并为那加民族制定一部单独的宪法（Yehzabo）。然而迄今为止，印度政府代表在此问题上态度依然坚决，拒绝授予该旗帜“共同官方地位”（例如1952年至2019年间根据《印度宪法》第370条授予查谟和克什米尔邦的地位）。由此引发的旗帜地位争议，最终导致和平进程陷入停滞。

## 延伸阅读
- Haksar, Nandita; Hongray, Sebastian M. . Speaking Tiger Publishing Pvt. Ltd. 2019  [2024-12-28]. ISBN 9388874935. （原始内容存档于2025-02-09）.